# Гиринис, Сергей Владимирович
Рауль Исаакович Ги́нцбург (до 1919 года известный как Рауль Исаакович Гинзбург; псевдонимы — Миланский, Тюнин; 10 апреля 1882, Приселье, Рославльский уезд, Смоленская губерния — 	8 сентября 1961, Москва) — российский советский журналист, профсоюзный деятель. 
Брат публициста Моисея Гинцбурга (Даяна) (1877—1940). 
Вместе с братом - потомки Симона Гинцбурга, в XVII в. придворный врач польского короля.
Арестован в 1902 году. Марксист, выступал с публичными лекциями. Некоторое время редактировал «Северо-Западный голос», редактор «Брянской жизни» (1906), «Днепровской зари» (1911), также печатался в «Сибирском вестнике», «Смоленском вестнике» и других изданиях.